# Bonaventura Stürzer
Bonaventura Stürzer OCist / OCSO (* 16. Juli 1848 in Hippach, Tirol; † 18. März 1930 in Rom) war Zisterziensermönch und Generalprokurator der Zisterzienser der strengeren Observanz (Trappisten).

## Leben
Sein Vater war Zollwachbeamter; die Kasse der Finanzwachmannschaft ermöglichte es der Familie, den Sohn (Taufname Ludwig) nach Mehrerau auf das Internat der Zisterzienser am Bodensee zu schicken. Er trat am 21. November 1866 in die Abtei Mehrerau ein und wurde dort am 14. Mai 1871 zum Priester geweiht. Studien in Rom folgten, wo er in wenigen Monaten die Arbeit geleistet hatte, am 13. Dezember 1880 zum Dr. theol. promoviert zu werden. Danach unterrichtete Stürzer am Collegium Sancti Bernardi, der Klosterschule von Mehrerau. Seine persönlichen Eigenschaften und Qualifikationen brachten ihm bald mehrere Aufgaben. 1873 bis 1881 war er Registrar, 1879 bis 1881 Bibliothekar. Von 1882 bis 1895 war er Novizenmeister und Theologieprofessor an der theologischen Hauslehranstalt der Abtei. 
1888 begann Stürzer einen Briefwechsel mit Persönlichkeiten aus der Abtei La Trappe; über vier Jahre hinweg korrespondierte er mit dem Abt von La Trappe. Im Sommer 1894 besuchte er erstmals das französische Kloster. Sein Übertritt zu den Trappisten fand im Jahr 1898 statt; in dem Jahr übertrug er seine Profess auf La Trappe. 1905 übersiedelte er nach Rom, um in der Generalkurie der Trappisten zu arbeiten. Er war von 1908 bis 1913 Generalprokurator, weswegen er weiterhin in Rom residieren musste. Sein arbeitsreiches Leben ging in Rom zu Ende; dort wurde er auf dem Friedhof des Trappistenklosters Tre Fontane bestattet.

## Publikationen
In der Cistercienser Chronik veröffentlichte er eine Edition der Institutio Religiosorum Tironum Cisterciensium, der Drey Raisen nach Cistertz und mehrere teils nicht signierte Nachrufe auf Mitbrüder aus der Mehrerau. 